# فيلق الدرك في مدينة الفاتيكان
فيلق الدرك في دولة الفاتيكان (الإيطالية: Corpo della Gendarmeria dello Stato della Città del Vaticano) هي قوات الدرك أو الشرطة العسكرية وقوات الأمن التابعة لمدينة الفاتيكان والكرسي الرسولي وممتلكاتها خارج الإقليم. تأسست في عام 1816 باسم فيلق الدرك من قبل البابا بيوس السابع، وأعيدت تسميتها إلى مكتب الأمن المركزي في عام 1970، وفيلق الأمن في عام 1991، وتم إعادتها إلى اسمها الأصلي في عام 2002. 
بلغ تعداد الفيلق 130 في عام 2017. ويقودها المفتش العام جيانلوكا جاوزي بروكوليتي، الذي خدم في قوات الدرك في الفاتيكان منذ عام 1995 وتم تعيينه نائبًا للقائد في عام 2018. تم تعيينه من قبل البابا فرانسيس في 15 أكتوبر 2019. 

## تاريخ

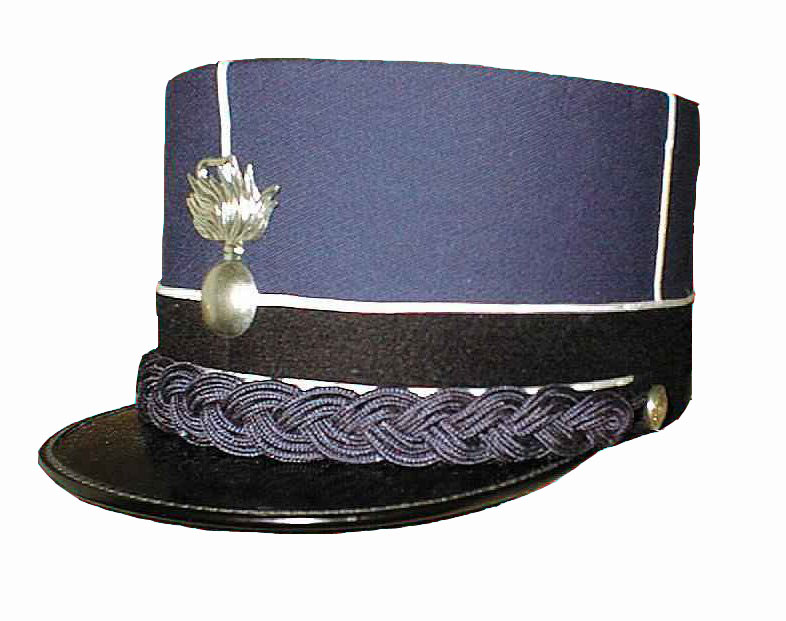
غطاء الرأس للدرك هو قبعة الكيبي (مشابهة لهذا المثال الفرنسي). قوات الدرك الحالية تحمل شارة دولة الفاتيكان.

في عام 1816، وبعد تفكك الإمبراطورية النابليونية، أسس البابا بيوس السابع فيلق الكارابينييري البابوي لخدمة الولايات البابوية.
في عام 1849، في عهد البابا بيوس التاسع، تمت إعادة تسميته، أولاً إلى فوج فيليتس البابوي، ثم إلى فيلق الدرك البابوي. كانت مهمتها ضمان الأمن العام وانتقلت من الاعتماد على وزارة الجيش إلى الاعتماد على الكاردينال وزير الدولة. لعبت دورًا فعالًا في المعارك التي أدت في النهاية إلى الغزو الكامل للولايات البابوية من قبل مملكة إيطاليا المنتصرة.
بعد الاستيلاء على روما في عام 1870، استمرت مجموعة صغيرة من ضباط الفيلق في الخدمة في مقر البابوية والحدائق.
وفي عام 1929، تم توسيع نطاق القوة للتعامل مع واجباتها في دولة مدينة الفاتيكان التي تأسست حديثًا وفي المباني والمناطق الأخرى التي كان للكرسي الرسولي حقوق خارج الإقليم عليها.
عندما ألغى البابا بولس السادس في عام 1970 جميع الهيئات العسكرية في الخدمة البابوية باستثناء الحرس السويسري، تم تحويل الدرك إلى مكتب أمن مركزي، مع واجبات حماية البابا، والدفاع عن مدينة الفاتيكان، وتوفير خدمات الشرطة والأمن داخل أراضيها.
تم تغيير اسمها في عام 1991 إلى فيلق أمن دولة الفاتيكان وفي عام 2002 إلى فيلق الدرك لدولة الفاتيكان. 

خريطة مدينة الفاتيكان، تظهر ثكنات الدرك في أعلى اليمين

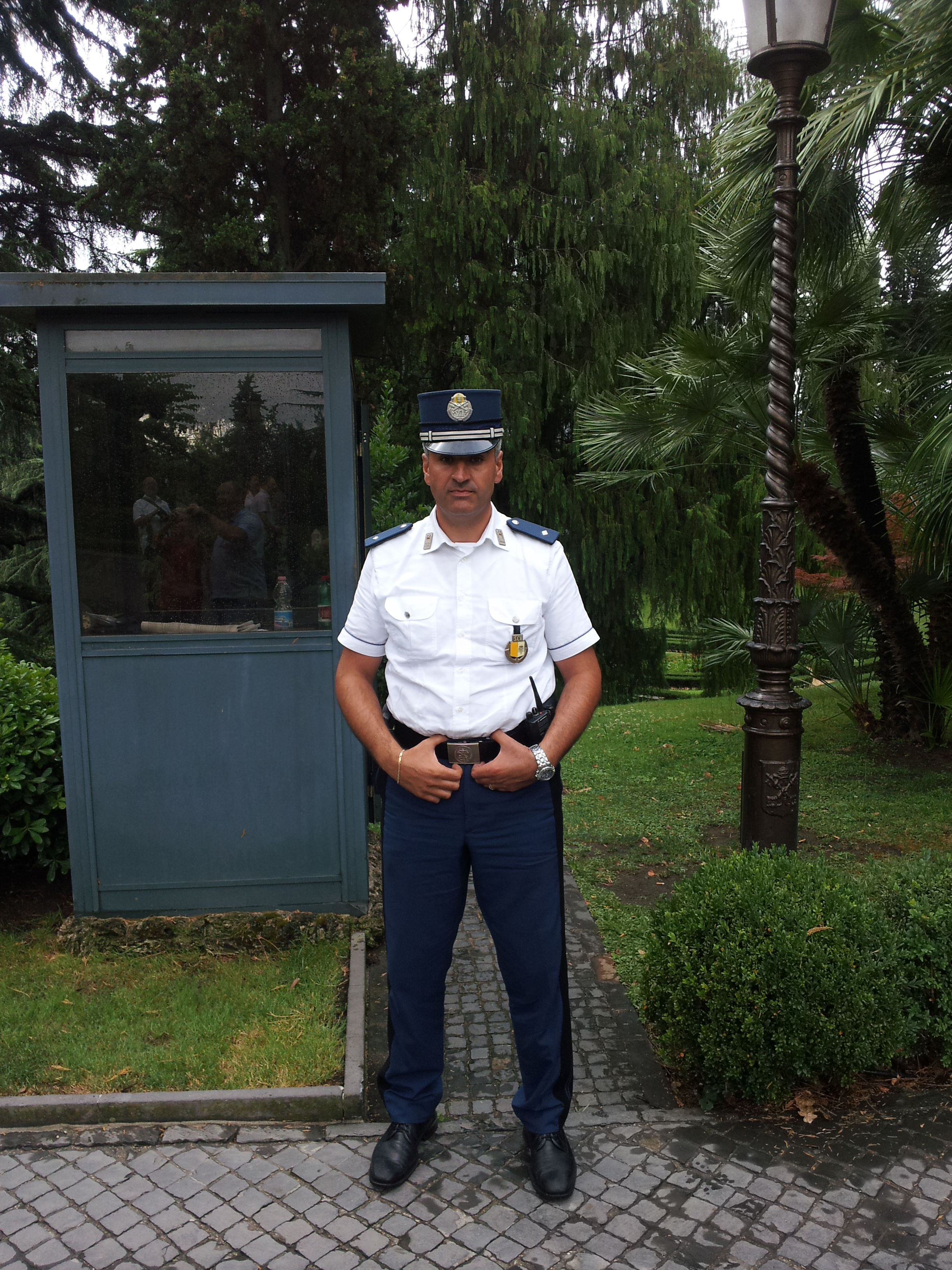
درك الفاتيكان يقف حارسًا

يتولى الفيلق مسؤولية الأمن والنظام العام ومراقبة الحدود ومراقبة حركة المرور والتحقيق الجنائي وغيرها من واجبات الشرطة العامة في مدينة الفاتيكان.
تضم قوات درك الفاتيكان وحدتين خاصتين، مجموعة التدخل السريع (Gruppo Intervento Rapido; GIR) ووحدة مكافحة التخريب (Unità Antisabotaggio).  منذ عام 2000، توجد غرفة عمليات وتحكم، يعمل بها موظفون على مدار 24 ساعة يوميًا، تنسق استجابة أجهزة الأمن في الفاتيكان في حالة الطوارئ. 
المكتب المركزي الوطني للإنتربول في مدينة الفاتيكان، المكلف بجمع وتبادل المعلومات ذات الصلة بالجريمة والأمن مع الإنتربول، وهي المنظمة التي تعد مدينة الفاتيكان عضوًا كامل العضوية فيها منذ عام 2008، هو أيضًا جزء من قوات الدرك في الفاتيكان. 
في حين أن حماية شخص البابا تقع في المقام الأول على عاتق الحرس السويسري، فإن رجال الدرك يعملون على ضمان النظام العام في المقابلات والاجتماعات والاحتفالات التي يحضرها. وفي الأراضي الإيطالية وغيرها من البلدان، يتم ذلك بالتنسيق مع سلطات الشرطة المحلية. 
في عام 2015، قامت قوات الدرك باعتقال ثمانية أشخاص. 

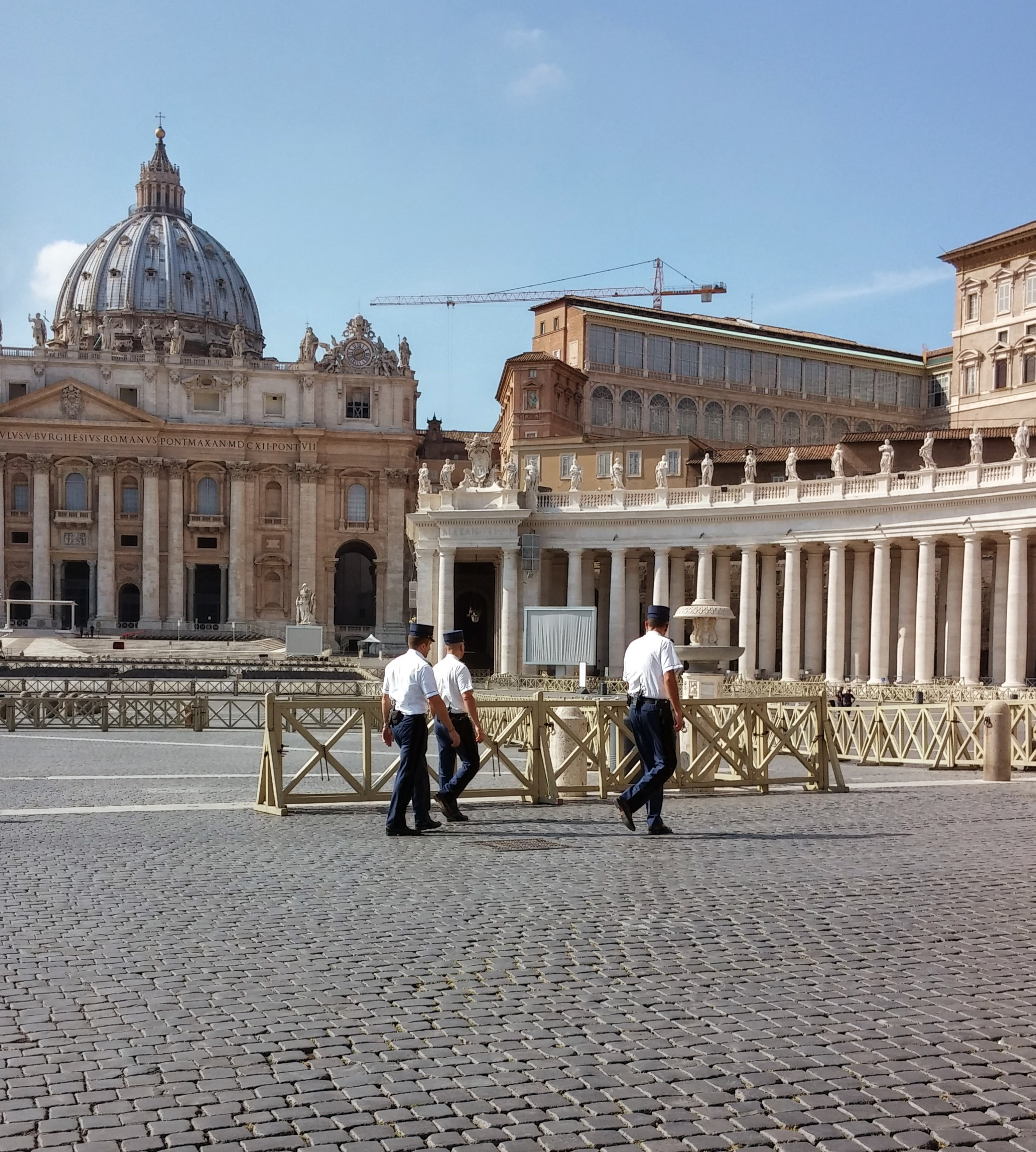
ضباط شرطة الفاتيكان في ساحة القديس بطرس، يرتدون الزي اليومي قصير الأكمام (2014)

### أرقام
هناك عدد من الأدوار المختلفة داخل قوات الدرك. تظهر الرتب في الهيكل أدناه. بعض أفراد الدرك ضباط، وبعضهم دركيون.
- 99 ضابطًا؛
- ثلاثة رؤساء أقسام
- ثمانية رؤساء شرطة
- 16 مفوضًا للشرطة
- 32 مفتشًا
- 40 نائب مفتش
- 94 من رجال الدرك. [7]

## الدرك
للتأهل للتسجيل كدركي، يجب أن يكون الشخص ذكرًا غير متزوج، يتراوح عمره بين 21 و24 عامًا، ويتمتع بصحة جيدة ويمارس الديانة الكاثوليكية. هناك أيضًا متطلبات الحد الأدنى للطول والتعليم. يجب أن يكون طول المترشح 1.73 مترًا على الأقل، وأن يكون خريج مدرسة ثانوية.
الخدمة العسكرية ليست شرطًا، ولكنها مفيدة (في إيطاليا توجد قوتان للشرطة العسكرية الوطنية بالإضافة إلى قوات الشرطة المدنية). 
شفيع الدرك هو القديس ميخائيل رئيس الملائكة.  منذ عام 1977، أصبحت كنيسة سان بيليغرينو في الفاتيكان بمثابة كنيسة للدرك. كانت الكنيسة في السابق بمثابة كنيسة للحرس السويسري البابوي.

## فرقة
فرقة الدرك (الإيطالية: Banda musicale del Corpo della Gendarmeria) هي فرقة موسيقية موحدة تخدم في فعاليات الدرك وتعمل أيضًا كفرقة موسيقية رسمية لمدينة الفاتيكان.
في أكتوبر 2007، أصبحت الفرقة وريثة فرقة الدرك البابوي التي تأسست عام 1851 والتي تنحدر بدورها من التشكيلات الموسيقية لجسم الرهبان البابويين. تتكون الفرقة من حوالي 100 موسيقي ومتطوع من الفرق العسكرية الإيطالية مثل فرقة الموسيقى للجيش الإيطالي وفرقة الكارابينييري الوطنية.

## التدريب والعمليات
قوات الدرك مسؤولة عن حفظ الأمن في جميع أنحاء دولة الفاتيكان (ومع ذلك فإن شرطة الدولة الإيطالية وأحيانًا قوات الكارابينييري الإيطالية تقوم بدوريات في ساحة القديس بطرس) وهي واحدة من القوتين اللتين توفران الأمن للبابا داخل الفاتيكان جنبًا إلى جنب مع الحرس السويسري، وكذلك أثناء السفر الدولي للبابا برفقة وكالات الحماية المحلية في البلاد ووكالات إنفاذ القانون.
20 من أصل 138 ضابطا في الفاتيكان تلقوا تدريبا خاصا لمكافحة الإرهاب. يرافق بعض هؤلاء الضباط البابا خلال رحلاته الدولية لأسباب أمنية.
ويضم الفاتيكان مركزا تشغيليا "بمستوى تكنولوجي عالي"، وآلاف كاميرات المراقبة، فضلا عن ممتلكات الفاتيكان خارج الحدود الإقليمية.

## مجموعة التدخل السريع
لدى قوات الدرك مجموعة التدخل السريع، وهي وحدة تكتيكية للشرطة مدربة على مواقف مختلفة للاستجابة للتهديدات بشكل أكثر فعالية:  
- إجراءات التصوير
- القتال في بيئة مقيدة
- مكافحة التخريب
- خرق

## أجهزة أمنية أخرى في الفاتيكان
قائد قوات الدرك هو رئيس مديرية خدمات الأمن والحماية المدنية، والتي تشرف أيضًا على فرقة إطفاء الفاتيكان. 
يتم توفير الأمن في مدينة الفاتيكان أيضًا من قبل الحرس السويسري البابوي، وهي وحدة عسكرية تابعة للكرسي الرسولي، وليس دولة مدينة الفاتيكان. الحرس السويسري مسؤول عن أمن البابا وكبار الشخصيات وجميع المباني البابوية. لقد حافظ الحرس السويسري على تقليد طويل الأمد يتمثل في حمل السيوف والرماح، على عكس قوات الدرك.

## العلاقة مع إيطاليا
وبما أن دولة الفاتيكان هي دولة داخل دولة أخرى، وبسبب طبيعة واجبات الشرطة التي تقوم بها قوات الدرك، فإن حكومة الفاتيكان وقوات الدرك تحافظان على روابط قوية مع الشرطة والسلطات الإيطالية. وفي بعض الأحيان، يساعدون بعضهم بعضا بشكل واضح في أوقات الأزمات، كما حدث أثناء الزلزال في عام 2016، عندما أرسل البابا بعض رجال الدرك للمساعدة في عمليات الإنقاذ ولكن أيضا للحفاظ على القانون والنظام. وكان رجال الدرك الذين تم إرسالهم يرتدون زيهم الرسمي ويحملون أسلحتهم النارية، حيث وردت أنباء عن وجود لصوص في المنطقة.  كما تم إرسال أعضاء من فرقة الإطفاء في الفاتيكان والحرس السويسري البابوي للمساعدة.
وعلى نحو مماثل، يمكن رؤية قوات الكارابينييري الإيطالية (الشرطة العسكرية للدولة الإيطالية) والشرطة المدنية الوطنية الإيطالية (بوليزيا دي ستاتو) في ساحة القديس بطرس (أراضي الفاتيكان) وما حولها وهي تحرس الحشود وتؤدي مهام الحماية. 

## المعدات والمركبات

### الأسلحة
قوات الدرك مجهزة بالأسلحة لحماية مدينة الفاتيكان والبابا.
| سلاح                         | أصل              | نوع                           |
| ---------------------------- | ---------------- | ----------------------------- |
| غلوك 17                      | النمسا           | إصدار قياسي                   |
| بيريتا إم 12                 | إيطاليا          | إصدار قياسي                   |
| هيكلر آند كوخ إم بي 5        | ألمانيا          | إصدار قياسي                   |
| كربون 15                     | الولايات المتحدة | تستخدمها مجموعة التدخل السريع |
| هيكلر آند كوخ فابارم إف بي 6 | ألمانيا          | تستخدمها مجموعة التدخل السريع |

### المركبات
في عام 2010، قدمت شركة دوكاتي دراجتين ناريتين للشرطة إلى الدرك، تم تصميمهما باللونين الأبيض والأصفر اللذين يرمزان إلى الفاتيكان.  
في سبتمبر 2012، تم تجهيز قوات الدرك بسيارة كهربائية واحدة من طراز كانجو ماكسي. 
وفي وقت لاحق، في عام 2012، أدت التبرعات بسيارتي فيات برافو ورينو كانجو إلى ظهور اللون الأزرق مع شريط من الذهب الأبيض، في البداية مع عبارة "درك الفاتيكان" ثم تغيرت ببساطة إلى "الدرك".

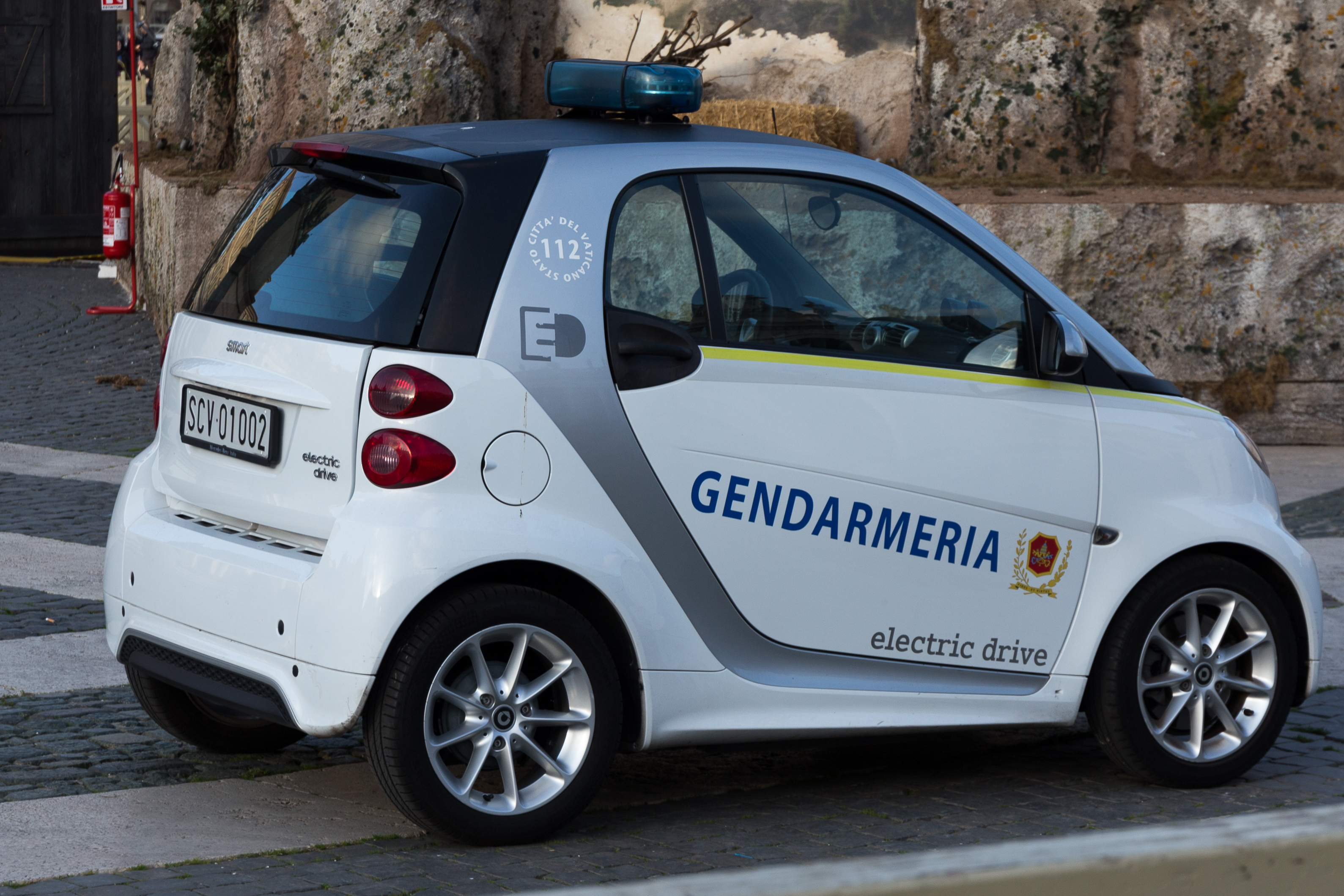

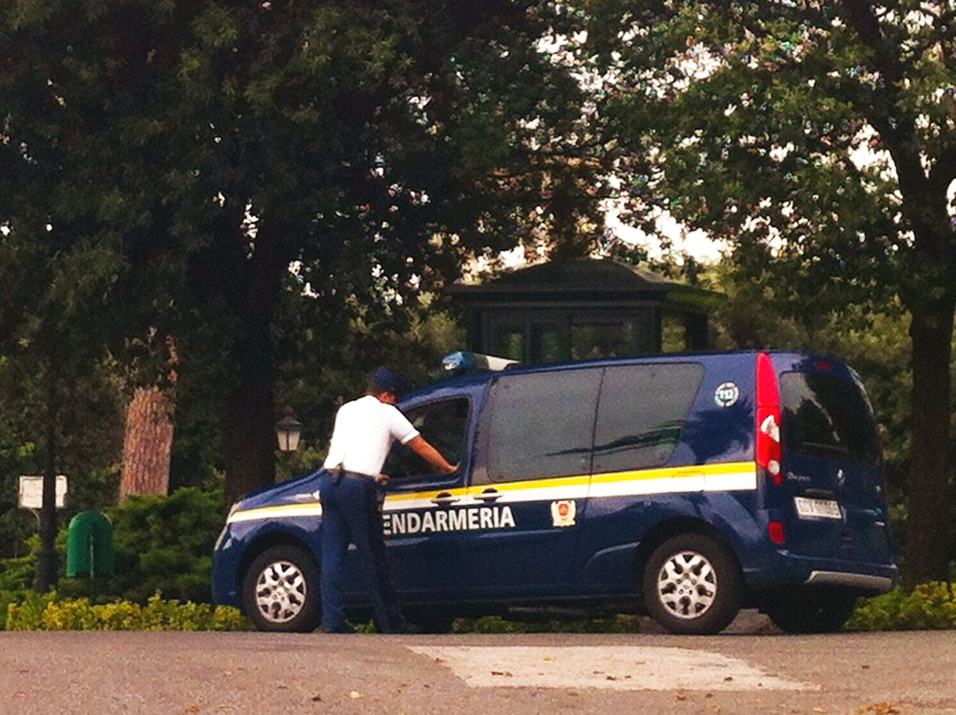
سيارة الدرك في حدائق الفاتيكان

- دراجات نارية دوكاتي (2) (SCV064 وSCV065)
- دراجات نارية هارلي ديفيدسون رود كينج (2) [17] (SCV0176 وSCV0177)
- عربة تتسع لأربعة أشخاص
- فولكس واجن أب! (2) [18]
- فيات برافو (1)
- سمارت فورتو (2) [19]
- سيارة رينو كانجو ماكسي الكهربائية (1)
- سيارات فولكس فاجن باسات لأعمال المرافقة (2) [20]
- شاحنة فيات دوكاتو (وحدة التحكم/الاتصالات) (1) [20]
- شاحنة ومقطورة إيفيكو دايلي لمكافحة التخريب (1) [20] مركبة فيات برافو لقوات الدرك

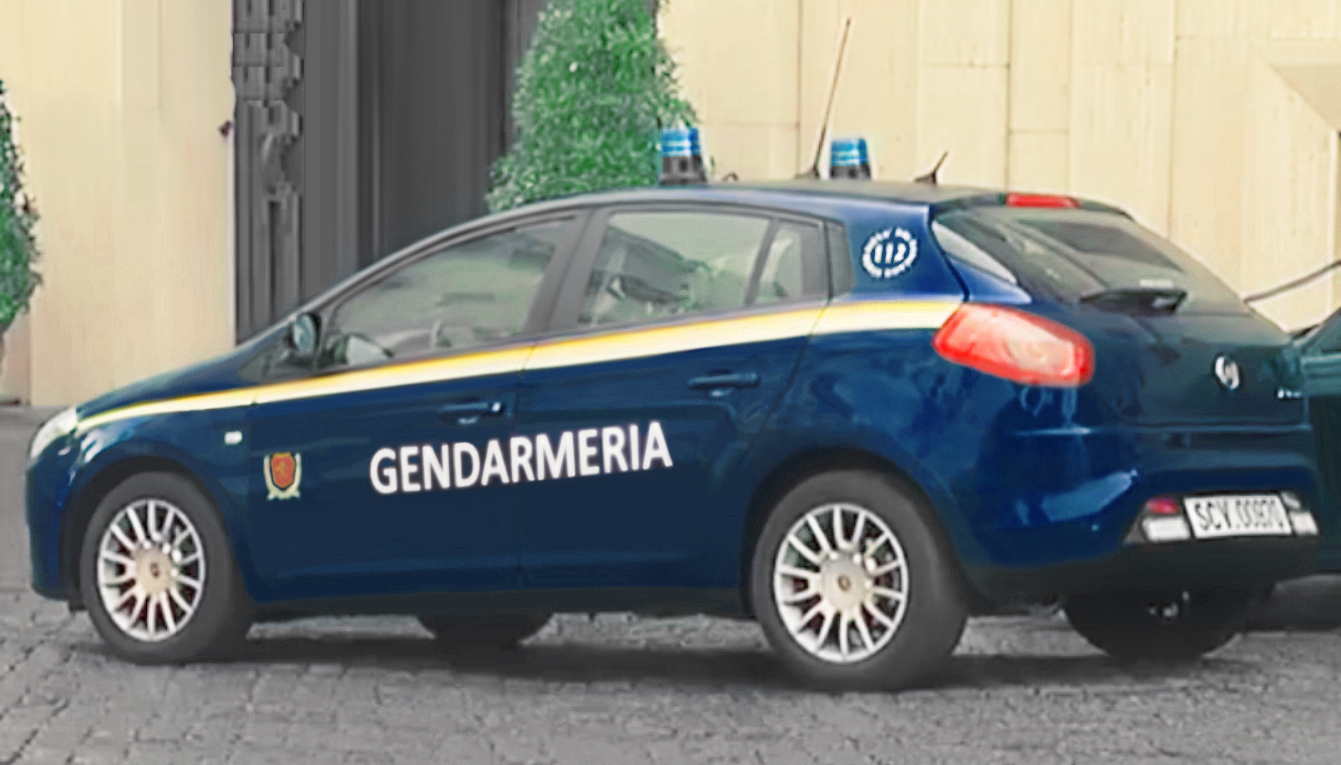
مركبة فيات برافو لقوات الدرك

- شاحنة مرسيدس بنز الفئة جي ذات السقف المفتوح (1) [20]

يتم تسجيل جميع هذه المركبات في دولة الفاتيكان برقم "SCV" الذي يسبق الأرقام الموجودة على لوحات تسجيل جميع المركبات (تحمل مركبات البابا الرقم "SCV1").
تم تجهيز المركبات بإضاءة طوارئ زرقاء. 

### معدات أخرى
يتم حمل أجهزة الراديو واستخدامها مع سماعات الأذن والميكروفونات أثناء الخدمة.
ضد أعمال الشغب المحتملة، يتم تزويدهم بالهراوات، وأجهزة الصعق الكهربائي،  ورذاذ الفلفل  والغاز المسيل للدموع.
يتم حمل السيوف لأداء الواجبات الاحتفالية. 

## الزي الرسمي
قبل عام 1970، كان رجال الدرك البابوي البالغ عددهم 180 يرتدون زيًا احتفاليًا متقنًا يعود تاريخه إلى القرن التاسع عشر. وشملت هذه الملابس أغطية رأس من فرو الدب مع ريش أحمر، ومعاطف سوداء مع كتاف ذات هامش أبيض، وسراويل بيضاء من جلد الغزال، وأحذية ركوب تصل إلى الركبة. في الزي العسكري، تم استبدال القبعات ثنائية القرن والسراويل الزرقاء.
يرتدي رجال الدرك في الفاتيكان في الوقت الحاضر الزي الرسمي للشرطة الحديثة باللون الأزرق الداكن. هناك ترتيبات مختلفة للملابس حسب المناسبات والمواسم المختلفة (وكذلك الطقس). ومع ذلك، فإن الرتبة والشارات والأوسمة لا تختلف بين الزي الرسمي.
زي يومي
- قبعة زرقاء مع شارة قبعة
- قميص أبيض
- ربطة عنق سوداء
- سترة زرقاء بأربعة جيوب أو سترة سوداء طويلة أو سترة قصيرة سوداء
- شارة الجيب
- بنطلون أزرق مع خط أسود على الجانب
- حذاء أسود.

زي رسمي

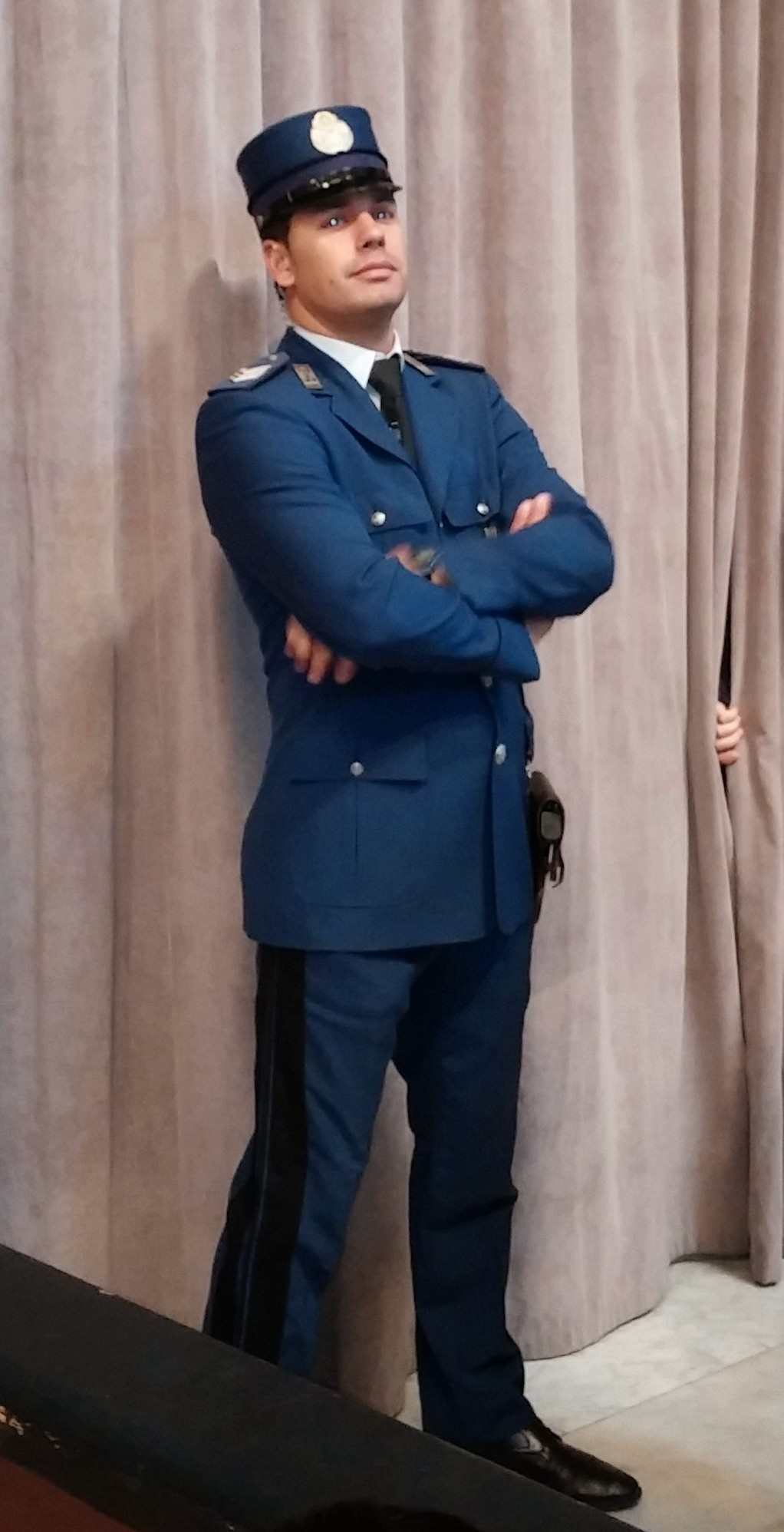
دركي بالزي اليومي. لاحظ جراب المسدس المصمم على الطراز الإيطالي، والذي يتم ارتداؤه على اليسار لأغراض السحب المتقاطع

- (يتم ارتداؤه عندما يكون ما سبق غير عملي/غير مناسب)
- قميص بولو أزرق فاتح
- بنطلون أزرق غامق
- سترة برقبة على شكل V
- سترة
- قبعة بيسبول
- أحذية سوداء

واجبات خاصة/عملية
- قميص وسترة باللون الأزرق الداكن
- بنطلون كارغو أزرق غامق
- خوذة
- قبعة بيسبول مربعة
- قبعة
- حذاء أسود

ملابس عادية
- يجوز ارتداء بدلة داكنة عندما يقوم رجال الدرك بمهام الحماية الوثيقة (على سبيل المثال مساعدة الحرس السويسري في حماية البابا)

زي احتفالي
- قبعة زرقاء مع شارة قبعة
- قميص أبيض
- ربطة عنق سوداء
- سترة زرقاء بأربعة جيوب
- شارة الجيب
- بنطلون أزرق مع خط أسود على الجانب
- عباءة زرقاء داكنة مع مشبك (شتوي)
- أحزمة خصر سوداء مع شارة حزام فوق سترة (مع أو بدون جراب مسدس مغلق أو سيف)
- يرتدي الضباط وشاحًا ذهبيًا وأصفرًا على الكتف
- قفازات بيضاء
- يتم ارتداء الميداليات على الصدر الأيسر (إن وجدت)
- حذاء أسود

## الرتب
تم اعتماد رتب فيلق الدرك في عام 2002 مع إعادة تسميته بفيلق الأمن.
|                                      | الجنرالات / ضباط العلم | الجنرالات / ضباط العلم | الجنرالات / ضباط العلم | كبار الضباط | كبار الضباط | كبار الضباط        | صغار الضباط | صغار الضباط      | صغار الضباط |
| ------------------------------------ | ---------------------- | ---------------------- | ---------------------- | ----------- | ----------- | ------------------ | ----------- | ---------------- | ----------- |
| درك مدينة الفاتيكان                  |                        |                        |                        |             |             |                    |             |                  |             |
| المفتش العام                         | مدير عام               | مدير أعلى              | مدير أول               | مدير        | مفوض        | نائب المفوض        |             |                  |             |
| هيئة أمن مدينة الفاتيكان (1970-2002) |                        |                        |                        |             |             |                    |             |                  |             |
| المفتش العام                         |                        |                        | نائب المفتش العام      | نائب مفتش   |             | سوفراستانتي ماجوري | سوفراستانتي | نائب سوفراستانتي |             |

|                                      | كبار ضباط الصف | كبار ضباط الصف | صغار ضباط الصف | صغار ضباط الصف | مُجنّد | مُجنّد |
| ------------------------------------ | -------------- | -------------- | -------------- | -------------- | ---- | ---- |
| درك مدينة الفاتيكان                  |                |                |                |                |      |      |
| مفتش                                 | نائب مفتش      | عميد           | نائب عميد      | دركي           |      |      |
| هيئة أمن مدينة الفاتيكان (1970-2002) |                |                |                |                |      |      |
|                                      |                | مساعد          | نائب مساعد     | مجند مختار     | مجند |      |

## القادة
- أركانجيلو دي مانداتو (1922-1942)
- أدولفو سوليتي (1942-1944)
- ماريو بيريكولي (1944-1958)
- فرانشيسكو سافريو بيرنادو (1959-1961)
- سبارتاكو أنجليني (1961-1971)
- كاميلو سيبين (1 أغسطس 1972 – 2 يونيو 2006)
- دومينيكو جياني (3 يونيو 2006 – 14 أكتوبر 2019)
- جيانلوكا جاوزي بروكوليتي (15 أكتوبر 2019 – حتى الآن)

## روابط خارجية
- الموقع الرسمي